# Pazo de Hermida
El Pazo de Hermida o Torres de Lestrove, también conocido como Palacio de Hermida, es una construcción civil situada en Lestrove, uno de los lugares más singulares del ayuntamiento de Dodro, La Coruña, Galicia, España. Está declarado Bien de Interés Cultural con la categoría de monumento. Es conocido también como Torres de Lestrove, y actualmente es una casa de turismo rural.

## Características
Se encuentra ubicado en una ladera y cuenta con una buena vista de Padrón y de su valle. Se encuentra en un terreno de más de 500 celemines (unas 27 ha), una de las extensiones más grandes de la comarca. Esta parcela está amurallada con piedra y repoblada de pinares en la parte más alejada del edificio. La situación en la que se encuentra el edificio crea un entorno muy agradable, cubierto por una viña y con una fuente de piedra en el extremo.
La fachada principal del palacio presenta un cuerpo central y dos torres de planta cuadrangular en cada extremo. Hacia la parte posterior se desenvuelve formando una L resultado de una ampliación arquitectónica, aunque en un principio la estructura debió ser rectangular. En la fachada suroeste hay una pequeña terraza con balaustrada de piedra.

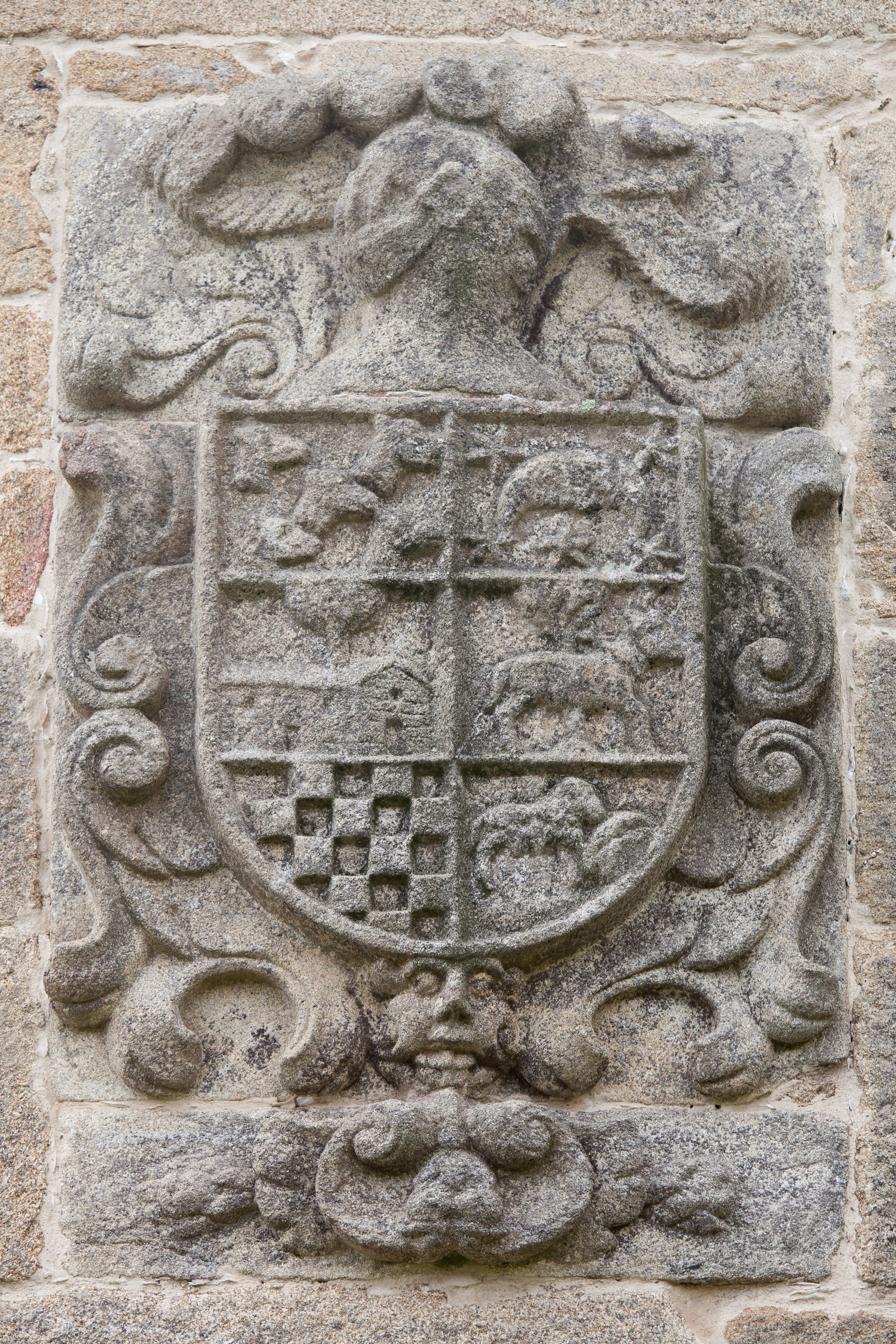
Blasón

El escudo, de seis divisiones, situado entre dos ventanas, se encuentra ubicado en la fachada noreste del inmueble. En el ornado de este emblema del siglo XVIII hay armas de los Luaces, una luna rodeada por cinco estrellas, de los Mosquera cinco cabezas de lobo, el ajedrezado de los Bermúdez y el cordero más la bola de los Bolaño, entre otros.
La edificación tiene sillares de granito, combinados con mampostería en algunas zonas. En el extremo de un ala, añadido a la parte posterior, hay un patio en el que parece ser que hubo una torre. La construcción original eran dos torres defensivas pero debido a las diversas incursiones sufrieron daños hasta que se reconstruyeron en el siglo XVII uniéndolas a través de un pasillo y convirtiéndose de este modo en un palacio. En la parte superior estaban las cocinas, las habitaciones y la biblioteca, y desde allí se accedía al terreno por un hermoso solar que existe aún hoy en día. Debajo estaban el lagar, las cuadras de los caballos y la capilla. Se accedía desde el primer piso por un patín que estaba en la fachada principal. También se conserva un patio interior, denominado patio de armas, donde en una de las paredes se esculpió el escudo brasonado.
Los encargados de llevar a cabo esta obra fueron los marineros de la comarca con la ayuda de un constructor. La cocina guarda cierta similitud en su propia construcción con las pallozas de los Ancares, de forma redonda y con un ángulo semejante. Los materiales empleados para llevar a cabo la obra son la piedra, el barro y las conchas de la ría. El palacio está cubierto de teja en la actualidad.
Este palacio se encontraba deshabitado y casi en ruinas en la década de 1990, siendo rehabilitado a finales del siglo XX.

## Historia
En este casal de los Hermida el historiador de Galicia Manuel Murguía, esposo de la poeta Rosalía de Castro, constató la existencia de fragmentos de ladrillos romanos, tejas y piedras que constituían el yacimiento de un castro.
Hay documentos que indican que este lugar debió ser la residencia de un jefe en la Edad Media. Se cita al palacio de Hermida en un gran número de documentos medievales; aparece en la lírica profana gallego-portuguesa y también se menciona en las Cantigas de Santa María. La construcción original eran dos torres defensivas pero debido a diversas incursiones, sufrieron daños, hasta que se reconstruyeron en el siglo XVII uniéndolas a través de un pasillo y convirtiéndose de este modo en el palacio que es en la actualidad.
Antiguamente en la huerta de este palacio había un frondoso madroño que vio como con el paso de los años se formaba en él, a poca altura del suelo, un asiento. Se dice que era el lugar predilecto de Rosalía, desde el que admiraba la hermosura del paisaje y en el que concibió cantares y poesías de su cancionero. Tras la muerte de su madre en 1868, la poetisa gallega, se refugió en las Torres de Lestrobe. En 1881 escribió en este lugar Padrón y las inundaciones y se piensa que también dio vida o retomó en el palacio obras como Follas novas, El primer loco, Costumbres Gallegas, El Domingo de Ramos y Cartas a Murguía.
Uno de los propietarios de este palacio en aquel entonces, Gregorio Antonio de Hermida, estaba casado con la tía materna de Rosalía de Castro, siendo este el motivo por el que el matrimonio pasó largas temporadas en Lestrobe, invitados por José de la Hermida, primo de Rosalía. En Lestrobe nacieron los gemelos Ovidio y Gala (Gala Blanca Eleonora), hijos del matrimonio, el 2 de julio do 1871.
El 26 de marzo de 1930 se celebró en este lugar el Pacto de Lestrove, promovido por la Organización Republicana Gallega Autónoma, en el que se firma la alianza de las distintas fuerzas republicanas. José Vázquez Batalla, dueño del palacio ofreció su propia casa para celebrar los comicios clandestinos. En la reunión, a la que acudieron representantes de los diversos partidos y agrupaciones que componían el espectro republicano, se acordó la creación de la Federación Republicana Gallega. Una anécdota que revela el entusiasmo republicano de Vázquez Batalla es que mientras se deliberaba sirvió de vigía en la torre del palacio para facilitar la huida a los montes del Barbanza si eran sorprendidos.
En el tercer aniversario del pacto, ya en plena República, volvieron reunirse casi todos los asistentes, en el mismo lugar para ofrendar a Vázquez Batalla con un pergamino en conmemoración de la fecha de aquel acto. El pergamino, con bandera republicana, se conserva en el palacio de Hermida al igual que la mesa donde se rubricó el pacto.